# Арбуга (община)
Община Арбуга (на шведски: Arboga kommun) е разположена в лен Вестманланд, централна Швеция с обща площ 422 km2 и население 13 493 души (към 31 декември 2013). Административен център на община Арбуга е едноименния град Арбуга.